# Ittiologia
L'ittiologia (dal greco: ἰχθύς, ikhthus, "pesce"; e λόγος, logos, "studio") è il ramo della zoologia che studia gli organismi comunemente intesi come "pesci", ovvero i pesci ossei (Actinopterygii), quelli cartilaginei (Chondrichthyes) e gli Agnatha, che costituiscono il gruppo di vertebrati più numeroso, viventi nell'idrosfera. Mentre una maggioranza delle specie è stata probabilmente scoperta e classificata, approssimativamente 250 nuove specie di pesce sono ufficialmente registrate dalla scienza ogni anno. Secondo il FishBase, fino al 2011 sono state catalogate 32.100 diverse specie di pesce. Nel mondo vi sono più specie di pesce rispetto a tutti gli altri tipi di vertebrati: mammiferi, anfibi, rettili e uccelli.
Come branca della zoologia l'ittiologia studia i pesci dal punto di vista evolutivo-filogenetico, morfologico, anatomico, fisiologico, ecologico, etologico e sistematico.
Come branca della paleontologia l'ittiologia studia anche i pesci, vissuti in ere geologiche passate, o meglio i loro resti fossili.